# クリープショー
『クリープショー』（英語: Creepshow）は1982年に公開されたオムニバス形式のホラー映画。監督はジョージ・A・ロメロ、脚本はスティーヴン・キング。
続編として『クリープショー2/怨霊』（1987年）、『クリープショー3』（2006年）及び同名のTVシリーズ（2019年）が製作されている。

## 概要
5話の短編で構成されたオムニバスのホラー映画。1950年代のECコミックに代表される、20世紀中盤に隆盛を誇った“ホラーや犯罪物語を題材としたアメリカン・コミックス”の再現を作品全体のテーマとしている。スティーヴン・キングがオリジナル脚本を書き下ろし、製作陣には『ゾンビ』他の監督ジョージ・A・ロメロ、特殊メイクアーティスト、トム・サヴィーニなど数多くの著名人が名を連ね、キング本人とその息子ジョー・ヒル、サヴィーニは俳優としても出演している。全編にわたるコミック・アート、および宣伝ポスターは、ECコミックのアーティスト、
ジャック・ケーメンが担当した。カンヌ国際映画祭での成功により配給権はワーナー映画となり、ロメロ作品初のメジャー系公開となった。

## あらすじ
少年ビリーが読んでいるホラー漫画誌に収録されたショートストーリーに沿って、5つのエピソードが展開する。
- 第1話「父の日」（Father's Day）

父の日に会する親戚一同。彼らは、横暴な家長だった父親を殺害した叔母の到着を待っている。彼女は親戚達の元へ向かう前に父親の墓を訪れていた。
- 第2話「ジョディ・ベリルの孤独な死」（The Lonesome Death of Jordy Verrill）

農夫ジョディ・ベリルの家先に隕石が落下してきた。まだ熱いそれに触れ、火傷を負うジョディ。彼は隕石が金になると期待したが、触れた指先が異常を示し始める。
- 第3話「押し寄せる波」（Something to Tide You Over）

ハリー・ウェントワースは、彼の恋人ベッキーの元夫リチャードから脅され、2人で砂浜へと向かう。
- 第4話「箱」（The Crate）

大学の学校用務員が偶然見つけた古い木箱。大学教授のデクスターが箱を調べると、中身は生き物だった。
- 第5話「奴らは群がり寄ってくる」（They're Creeping Up on You!）

短気で傲慢な会社社長のアプソン・プラット。潔癖症で大のゴキブリ嫌いである彼の日課は自宅でのゴキブリ駆除だが、その数は減るどころか次第に増えていく。
※「」内のサブタイトルは日本国内の地上波テレビ放映時のもの。

## スタッフ
- 監督：ジョージ・A・ロメロ
- 脚本：スティーヴン・キング
- 製作：リチャード・P・ルービンスタイン
- 製作総指揮：サラ・M・ハッサネイン
- 特殊メイク：トム・サヴィーニ
- 音楽：ジョン・ハリソン

## キャスト
| 役名                                | 俳優                         | 日本語吹替             |
| 役名                                | 俳優                         | 日本テレビ版           |
| プロローグ・エピローグ              | プロローグ・エピローグ       | プロローグ・エピローグ |
| ----------------------------------- | ---------------------------- | ---------------------- |
| ビリー                              | ジョー・ヒル                 | 羽村京子               |
| ビリーの父親                        | トム・アトキンス             | 阪脩                   |
| ビリーの母親                        | アイヴァ・ジーン・サラシーニ |                        |
| ゴミ収集の男1                       | マーティ・シーフ             | 喜多川拓郎             |
| ゴミ収集の男2                       | トム・サヴィーニ             | 江原正士               |
| 第1話『父の日』                     |                              |                        |
| ベドリアおばさん                    | ヴィヴェカ・リンドフォース   | 藤夏子                 |
| シルヴィア・グランサム              | キャリー・ナイ               | 京田尚子               |
| ハンク・ブレイン                    | エド・ハリス                 | 秋元羊介               |
| リチャード・グランサム              | ワーナー・シューク           | 江原正士               |
| キャス・ブレイン                    | エリザベス・リーガン         |                        |
| ネイサン・グランサム                | ジョン・ローマー             | 大木民夫               |
| ミセス・ダンバーズ                  | ナン・モグ                   |                        |
| 第2話『ジョディ・ベリルの孤独な死』 |                              |                        |
| ジョディ・ベリル                    | スティーヴン・キング         | 千田光男               |
| ジョディ・ベリルの父親              | ビンゴ・オマリー             | 小島敏彦               |
| 第3話『押し寄せる波』               |                              |                        |
| リチャード・ヴィッカーズ            | レスリー・ニールセン         | 阪脩                   |
| ハリー・ウェントワース              | テッド・ダンソン             | 江原正士               |
| ベッキー・ヴィッカーズ              | ゲイラン・ロス               |                        |
| 第4話『箱』                         |                              |                        |
| ヘンリー・ノースラップ              | ハル・ホルブルック           | 小島敏彦               |
| ウィルマ・ノースラップ              | エイドリアン・バーボー       | 藤夏子                 |
| デクスター・スタンレー              | フリッツ・ウィーヴァー       | 千田光男               |
| チャーリー・ガーソン                | ロバート・ハーパー           | 秋元羊介               |
| 用務員のマイク                      | ドン・キーファー             | 喜多川拓郎             |
| 第5話『奴らは群がり寄ってくる』     |                              |                        |
| アプソン・プラット                  | E・G・マーシャル             | 大木民夫               |
| ホワイト                            | デヴィッド・アーリー         | 小島敏彦               |

脚本を担当したスティーブン・キングが第2話の主演として、また彼の息子であるジョー・ヒルがプロローグの少年ビリー役として出演している。